# Stolnica svete Marije, Hamburg
Stolnica svete Marije v Hamburgu (nemško Sankt Mariendom, tudi Mariendom ali preprosto Dom ali Domkirche ali Hamburger Dom) je bila stolnica stare rimskokatoliške nadškofije (ne sme se zamenjati s sodobno Hamburško nadškofijo, 1994) ki se je leta 847 združila v personalno unijo z Bremensko škofijo, kasneje pa v resnični unijo, da bi od leta 1027 ustanovili nadškofijo Hamburg-Bremen.
Leta 1180 se je stolnica spremenila v svobodno stolnico (nemško Domfreiheit, tj. okrožje stolnice z imuniteto), ki je postala eksklava knezo-nadškofije [[Bremen v mestu Hamburg. Ob reformaciji je bila stolnica pretvorjena v luteransko cerkev. Okrožje imunitete je od leta 1648 eksklava vojvodine Bremen, ki ga je leta 1803 zasegel Hamburg. Mesto je nato sprožilo rušenje proto-stolnice med letoma 1804 in 1807.

## Lega
Stolnica, v skupni Italo-nordijski tradiciji preprosto imenovana Dom (italijansko Duomo), ki je zamenjani pomen, ki se uporablja – pars pro toto ('del (vzeti) za celoto') - za večino obstoječih ali nekdanjih kolegijev in stolnic v Nemčiji. Stolnica je v delu najstarejše poselitve v Hamburgu na vzpetini med reko Alster in Labo blizu ulice Speersort. Današnja cerkev sv. Petra je bila postavljena tik severno od Doma, današnja Domstraße pa prečka nekdanje mesto stolnice. Curienstraße opozarja na lokacijo kanonskega dvorišča.

## Zgodovina
Zgodnja zgodovina Hamburga in njegovih prvih stolničnih zgradb je nekoliko nejasna. V različnih spopadih glede pristojnosti in privilegijev je bilo veliko dokumentov v celoti ponarejenih ali datiranih nazaj ali zastarelih, da bi podprli argumente. »Ti ponaredki so ustvarili tančico pred zgodnjo zgodovino nadškofije Hamburg-Bremen«.  Rezultati arheoloških izkopavanj niso mogli razjasniti zaporedja zgodnjih zgradb pred letom 1035.
Za leto 831 so poročala o leseni misijonski cerkvi. Papež Gregor IV. je leta 834 imenoval benediktinskega meniha Ansgarja kot prvega nadškofa. Po plenjenju Hamburga in uničenju cerkve od Vikingov pod Horikom I. leta 845, je bila leta 847 nadškofija združena s škofijo Bremen. Hamburg je ostal nadškofijski sedež.
Odstavljeni papež Benedikt V. je bil premeščen v Hamburg leta 964 in pod nadzorom nadškofa Adaldaga. Postal je diakon in umrl leta 965 ali 966 in je bil pokopan v stolnici . Leta 983 je princ Obodritov, Mstivoi, uničil mesto in cerkev. Leta 988 so Benediktove ostanke verjetno prenesli v Rim. Nadškof Unwan je začel obnavljati utrjeno stolnico . Pod nadškofom Adalbertom Hamburškim (1043-1072) je Hamburg-Bremen dosegel največjo blaginjo in kasneje imel najgloblje težave. Adalbert je bil nato povišan na mesto Severnega patriarhata in popolnoma spodletel. Hamburg je bil celo znižan kot del škofije.
S prevzemom nadškofa Liemarja se je sedež dokončno preselil v Bremen. Vendar pa je kapitelj stolnice v Hamburgu vztrajal z nekaj posebnimi pravicami. Približno 1035 je nadškof Adalbrand iz Bremna spodbudil gradnjo prve stolnice iz opeke in njegovega gradu . V istem stoletju je bila severno od stolnice ustanovljena župnijska cerkev sv. Petra.
Vendar pa je leta 1245 Adalbrandovo zgradbo zamenjala nova zgodnjegotska triladijska dvoranska cerkev, ki jo je zgradil kapitelj in knezo-nadškof Gebhard iz Lippeja, eden od redkih službujočih, ki je iskal uravnoteženo delovanje v Bremnu in Hamburg, in je raje izbral naslov škofa v Hamburgu, ko je ostal na škofovskem ozemlju desno od Labe, kot je znano iz pečatov in dokumentov. Knezo-nadškof Burchard Grelle je 18. junija 1329 posvetil cerkev kot nadškofijsko stolnico.
Do konca 14. stoletja je bila stolnica razširjena še z dvema adjama. Po tem se je stolnica ohranila večinoma nespremenjena do njenega rušenja do leta 1807. Stolp je bil zaključen leta 1443. V začetku 16. stoletja je bila zgrajena dodatna dvorana, prvič omenjena kot Nige Gebuwte (spodnjesaško 'nova stavba') leta 1520, je bil postavljena tako, da je zapirala sosednji križni hodnik proti severu. Ta dvorana je bila verjetno uporabljena za pridige, aktualna stolnica za maše. Dvorana se je po omarah pozneje poimenovana Schappendom, ker so tam razstavljali tesarji iz Hamburga. Tradicionalni božični sejem, zabeležen na trgu pred stolnico od 14. stoletja, se je nadaljeval do danes.
Leta 1522 se je luteranstvo razširilo med meščani Hamburga, ki so do leta 1526 pridobili veliko večino, medtem ko se je večina kanonikov v kapitlju držala katolicizma in uživala v eksteritorialnem statusu. Senat v Hamburgu (mestna vlada) je predstavil nova dejstva in sprejel novo versko skupnost leta 1528. Ko je oktobra 1529 senat, da bi uveljavljal svoj patronat, imenoval Johannesa Aepinusa (1553) kot luteranskega pastorja v sosednji cerkvi svetega Petra in je v mestu predstavil Johannes Bugenhagenov luteranski cerkveni red, je Aepinus izpodbijal najpomembnejši katoliški kapitelj. 
Eksteritoritorialni status in denominacijska opozicija sta okrepila zaznavanje stolnice, kapitlja in okrožja imunitete kot tuj element v mestu. Medtem ko so skoraj vsi prebivalci izven okrožja imunitete postali župljani zdajšnjih luteranskih župnijskih cerkev, je velika stolnica imela majhno skupnost. Med praznikom Marijinega vnebovzetja in decembra 1529 je mestna milica prepovedovala dostop do stolnice, in se temu odrekla po imperialnih protestih. Poleg tega so kapitularne posesti v Hamburgu in razširjene po severnolabski škofiji, ki so prispevali k ohranjanju kanonikov in stolnice, vse bolj zadrževali zadevni teritorialni vladarji. Tako je maja 1531 kapitelj zaprl stolnico in zanemarjal njeno vzdrževanje.
Medtem je večina kanonikov sprejela luteranstvo in se dala izvoliti na morebitna prosta delovna mesta. Stolnica je bila ponovno odprta kot luteranski kraj čaščenja leta 1540. Spore na kapitularnih posestih je uredil Bremen leta 1561. Cerkev je postala luteranska proto-stolnica in s preostalimi sredstvi omogočila odlično financiranje cerkvene glasbe in prizorišče za luteranske obrede, ki jih spremljala glasba. Prvotni bremenski predstavniki so od pristopa upravitelja Henrija Saxe-Lauenburga leta 1569 sami postali luterani. Vestfalski mir leta 1648 spremenil knezo-nadškofijo Bremen, voljeno monarhijo v dedno monarhijo vojvodstva Bremen, v personalni uniji s Švedsko do 1712/15 in od leta 1715 s Hannoversko hišo. Tako se je okrožje imunitete v mestu spremenilo v vojvodsko enklavo Bremen.
Arhitekt Ernst Georg Sonnin je opravil vzdrževalna dela v letih 1759/1760. Zaradi šibkih, nestabilnih temeljnih tal se je nagnil stolp, tako da ga je Sonnin ojačal, kot je to storil z drugimi cerkvenimi stolpi v Hamburgu, celo demonstriral zbrani publiki svojo novo tehniko, tako da ga je nagnil nasproti in spet rešil.  Od leta 1772 se mesto Hamburg premišljalo o nakupu okrožja imunitete, vendar se do takrat ni nič zgodilo. Na pobudo bremenske vlade je kapitelj do konca 18. stoletja prodal svojo dragoceno knjižnico. Od leta 1790 je pastorat proto-stolnice ostal prazen.
Z Reichsdeputationshauptschlussom ('Glavni zaključek izredne cesarske delegacije') leta 1803, ki je večinoma povzročal sekularizacijo številnih verskih držav Svetega rimskega cesarstva, je vojvodstvo Bremen odstopilo okrožje imunitete v Bremenu in Hamburgu tema svobodnima cesarskima mestoma. Z zanemarjanjem proto-stolnice vlade vojvodine, je ostala zunaj kulturnega življenja Hamburga. Senat, ki je obdržal ius patronatus vsem ostalim luteranskim župnijskim cerkvam, ni potreboval nobene dodatne cerkve, ki bi jo ohranil. Tako je leta 1802 senat odredil rušenje gotske proto-stolnice, in odločitev, ki ni vzbujala nobenega resnega nasprotovanja v mestu, je bila izvedena med letoma 1804 in 1807.
Kamen je bil prodan ali se je uporabljal za okrepitev obrambe vzdolž Labe; nagrobniki so bili razdrti in uporabljeni pri rekonstrukciji mestne kanalizacije. Senat je bil deloma motiviran z željo, da bi se rešil mesto eksteritorialne institucije, vendar pa je bilo več kot to mogoče, da je tem času igral na povečanje najemnin in visokega povpraševanja po stanovanjih. V vsakem primeru je bil dogodek značilen za slavno malomeščanstvo hamburških oblasti. Med letoma 1807 in 1837 je bilo podrtih pet srednjeveških cerkev v mestu. 

## Zapuščina

### Rešena oprema
Zanimanja za dragoceno opremo proto-stolnice ni bilo. Nekaj navdušencev z zanimanjem za umetnostno zgodovino ni prevladalo, da bi rešilo zgradbo. Porušene in prodane kot gradbeni materiali so bile stene, pa tudi nagrobne plošče in večina temeljev. Več kot 370 plošč iz peščenjaka je bilo večinoma vgrajeno v hidravličnih konstrukcijah ob mnogih plovnih poteh v Hamburgu, zdrobljeni kamni in ruševine so bili uporabljeni za nasipe v Ochsenwerderju in Spadenlandu.  Arheološka izkopavanja v zadnjih letih niti ne morejo odkriti točnega tlorisa. 
Rešitev nekaj opreme dolgujemo Philippu Ottu Runguu, z argumentom, da bi jih lahko prodal. Torej poznogotski oltar, ki sta ga ustvarila znana hamburška umetnika Absolon Stumme in njegov sin Hinrik Bornemann, pa so po njuni smrti leta 1499 rešili in prodali v Vzhodno Prusijo. Leta 1946 je bila oltar nacionaliziran in je zdaj prikazan v Narodnem muzeju v Varšavi.
Skupnost hamburške cerkve svetega Jakoba Velikega je pridobila oltar svetega Luke, ki je zdaj postavljen v drugi južni ladji sv. Jakoba. Več vitrajev z apostoli iz 15. stoletja je bilo prodanih katoliški občini Ludwigslust in so zdaj vgrajeni v prezbiterij cerkve sv. Helene in Andreja, postavljena 1803-1809.
Eden od zvonov je preživel. Celsa, ki ga je naredil ustanovitelj zvonika Gerhard van Wou v svoji delavnici na Glockengießerwallu leta 1487, je leta 1804 kupila luteranska cerkev svetega Nikolaja v Altengamme, ki je zdaj del Hamburga. 
Ostanke kenotafa papeža Benedikta V., ki je bil postavljen okrog leta 1330 in odstranjen leta 1782, je bil poleg drugih odkrit v izkopavanjih (1947-1957, 1980-1987 in 2005-2007). 

### Sejem Hamburger Dom
Sejem, ki je potekal v stolnici ali pred njo, in bil prvič zabeležen leta 1329, na začetku le ob posebnih praznikih kot je Božič, je eden izmed predhodnikov današnjih božičnih sejmov. Z reformacijo v 16. stoletju je bil sejem tudi ob drugih priložnostih. Po rušenju stolnice (1804-1807) se je sejem še vedno imenoval Hamburger Dom in se leta 1804 preselil na trg Gänsemarkt (Gosji trg), od leta 1892 pa poteka na Heiligengeistfeldu.

### Stolnica po rušenju
Po rušenju je stolnica prostor ostal prazen, dokler med letoma 1838 in 1840 ni bila postavljena nova stavba za najbolj znano gimnazijo v Hamburgu, Gelehrtenschule des Johanneums (delo arhitektov Carla Ludwiga Wimmela in Franza Gustava Forsmanna). Ta stavba je bila kasneje dana hamburški Državni in univerzitetni knjižnici, vendar je bila leta 1943 uničena v bombardiranju zaveznikov. Ker je bila ruševina odstranjena leta 1955, je bila lokacija spet prazna, prečka jo nova cesta Domstraße.
Nedavni projekt za obnovo lokacije s sodobnim kompleksom iz stekla in jekla je leta 2007, po državljanskih protestih propadel. Od leta 2009 območje pokriva arheološki park.  Jekleni elementi kažejo prvotne stene zgodnje utrjene cerkve. 39 belih klopi označuje verjetne lokacije nekdanjih stebrov glavne petdelne ladje. Eden najden temelj enega od njih je mogoče videti skozi steklo. 

### Sodobna Hamburška stolnica
Leta 1994 je bila ustanovljena nova rimskokatoliška nadškofija Hamburg. Ob tej priložnosti je cerkev sv. Marije v okrožju Sankt Georg, ki je bila postavljena leta 1893, postala nova cerkev sv. Marije.